# Pseudoscapanorhynchidae
De Pseudoscapanorhynchidae zijn een familie van uitgestorven makreelhaaien die tijdens het Krijt en mogelijk het Paleogeen leefden. Zij omvat momenteel Cretodus, Eoptolamna, Leptostyrax, Protolamna, Pseudoscapanorhynchus en mogelijk Lilamna.
De familie Pseudoscapanorhynchidae werd in 1979 benoemd door de Belg Jacques Herman, op basis van tanden en kieuwrakels.